# Кішки таббі
Кішки масті таббі — це кішки, для яких характерні плями, смуги та інші смугоподібні візерунки на шерсті й характерний знак М на лобі. Серед котів світлого забарвлення ця масть не зустрічається. Таббі — це не порода кішок, а лише тип візерунка на шерсті, який зустрічається у різних порід, зокрема Єгипетська мау, бенгальська кішка, очеретяний кіт та інші. Кішки схожих мастей: каліко.

## Опис

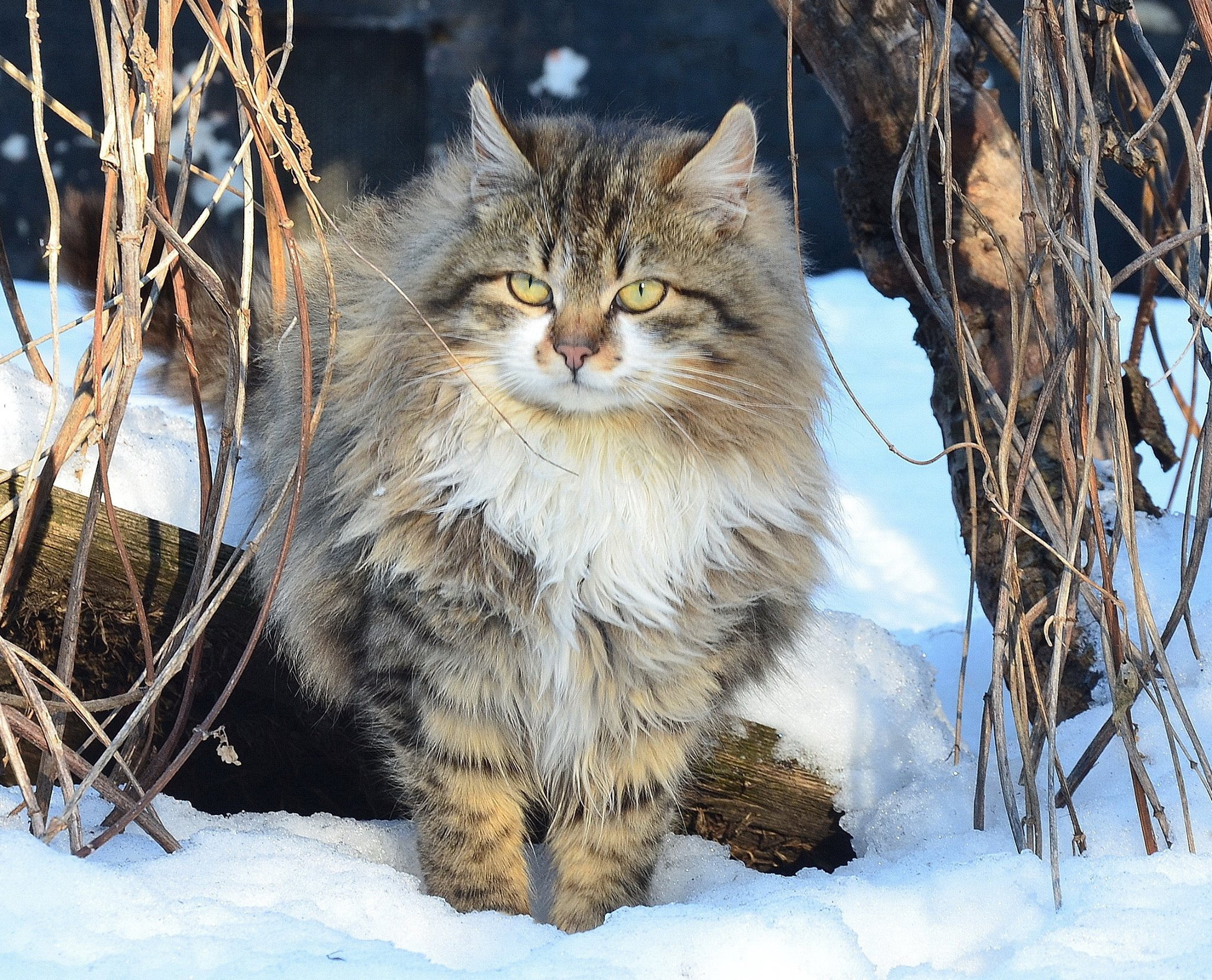
Кішки таббі в зимових шубах

Нашерстний малюнок кішок цієї масті може бути у вигляді букв (Єгипетська мау), візерунків, смуг, плям, а також сполучати всі ці візерунки. Найбільше представників цього забарвлення серед: кішок каліко, єгипетських мау. Оскільки очеретяні коти дикі, то визначити кількість важко. Бенгальська ж кішка має густий окрас, і таббі часто не вдається побачити. А от для бенгальського дикого кота характерне рідше забарвлення, тому його теж можна зарахувати до представників окрасу таббі. Дворовим котам, які не мають породи, притаманна масть каліко, яка теж належить до категорії таббі.